# Кернунн
Кернунн (галльск.-лат. Cernunnos, что принято переводить как «Рогатый [Бог]»), встречается также написание Цернунн; также Карнон (Karnonos) — кельтское божество, изображённое вместе с указанием его имени на одном из рельефов «Столпа корабельщиков» (начало I века, Лютеция; музей Клюни). Ассоциируется с римским Сильваном (кельтский Сильван).

## Иконография
Известно более полусотни изображений римской поры, так или иначе связываемых с Кернунном. Большая их часть происходит с северо-востока Франции. Наиболее характерными чертами его иконографии были: «буддийская поза» со скрещёнными ногами, оленьи рога, змея и гривна (по всей вероятности, соответствовавшие мужскому и женскому началам). Нередко изображался с какими-нибудь животными.

## Имя
На одном из барельефов «Столпа корабельщиков» (фр.), поставленном в Лютеции товариществом корабельщиков из общины паризиев, выбито божество с двумя рогами, надетыми на них гривнами и надписью (C)ernunnos — «Кернунн». Принимая во внимание фонетико-семантические характеристики лат. torquēs/torquis — «гривна, торк» и галльск. carnon, др.-ирл. corn, лат. cornū(m) — «рог», можно полагать, что надпись Trigaranus («Божественно Избранный, Избраннейший»), присутствующая на ещё одном из его барельефов, повторяется и здесь, хотя и по-своему.
Ф. Вудхёйзен сопоставляет имя и образ Кернунна с лувийским рогатым божеством Kuruntas, возводя их к праиндоевропейской древности.

## Неоязычество
В неоязыческих культах вроде викканства Кернунн наряду с фольклорным персонажем Херном-Охотником и зелёным человеком, который изображался на стенах средневековых соборов, интерпретируется как проявление восходящего к незапамятным временам культа Рогатого бога. Такие суждения восходят к культурологическим построениям антрополога М. Мюррей. Поддержки в научной среде они не получили.